# Josip Kušar
Josip Kušar, slovenski politik in podjetnik, * 9. marec 1838, Ljubljana, Avstrijsko cesarstvo, † 12. januar 1902, Domžale, Avstro-Ogrska.

## Življenje
Josip Kušar se je rodil 9. marca 1838 v Ljubljani. Po očetu je podedoval žitno trgovino v Ljubljani in v Domžalah ustanovil mlin.
Opravljal je številne politične funkcije: ljubljanski občinski svetnik (1882–1884); predsednik trgovske in obrtne zbornice (1881–1888, 1900–1902), katero je zastopal v kranjskem deželnem zboru. Prvo izvolitev 1883 je zavrnil v korist grofa Thurna, poslanec v deželnem zboru je bil 1888 in 1900-1902. V letih 1891−1900 je bil poslanec v državnem zboru, kjer je 1893 izstopil z drugimi iz Hohenwartovega kluba. 
V državnem zboru se je zavzemal za lokalne ljubljanske interese, za ponovno delovanje gimnazije v Kranju, zahteval, naj dobita Ljubljana in trgovska in obrtna zbornica vsak po enega državnozborskega poslanca mesto namesto enega skupnega.
Aktivno je deloval v društvu Sokolu. Umrl je 12. januarja 1902 v Domžalah. Pokopan je v Ljubljani.